# Hernán Cortés

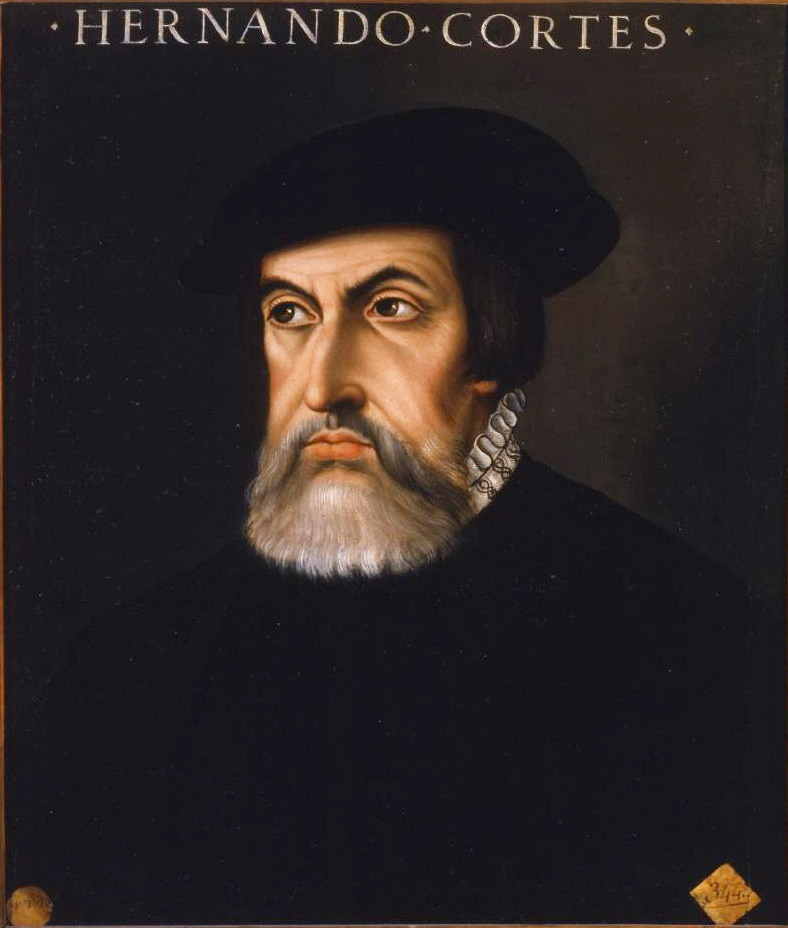
Hernándo Cortés-Porträt aus dem 18. Jahrhundert nach dem Porträt des Eroberers an Paolo Giovio, das seit dem 16. Jahrhundert als Vorbild für viele seiner Darstellungen diente

Hernán Cortés de Monroy y Pizarro Altamirano, seit 1529 1. Marqués del Valle de Oaxaca – der Vorname wird mitunter mit Hernando oder Fernando angegeben, der Nachname auch mit Cortez wiedergegeben – (* 1485 in Medellín; † 2. Dezember 1547 in Castilleja de la Cuesta) war ein spanischer Konquistador. Mit Hilfe seiner indianischen Verbündeten eroberte er das Aztekenreich und dessen Hauptstadt Tenochtitlan. In den Jahren von 1521 bis 1530 war Hernán Cortés Generalgouverneur von Neuspanien.

## Leben

### Werdegang bis 1518

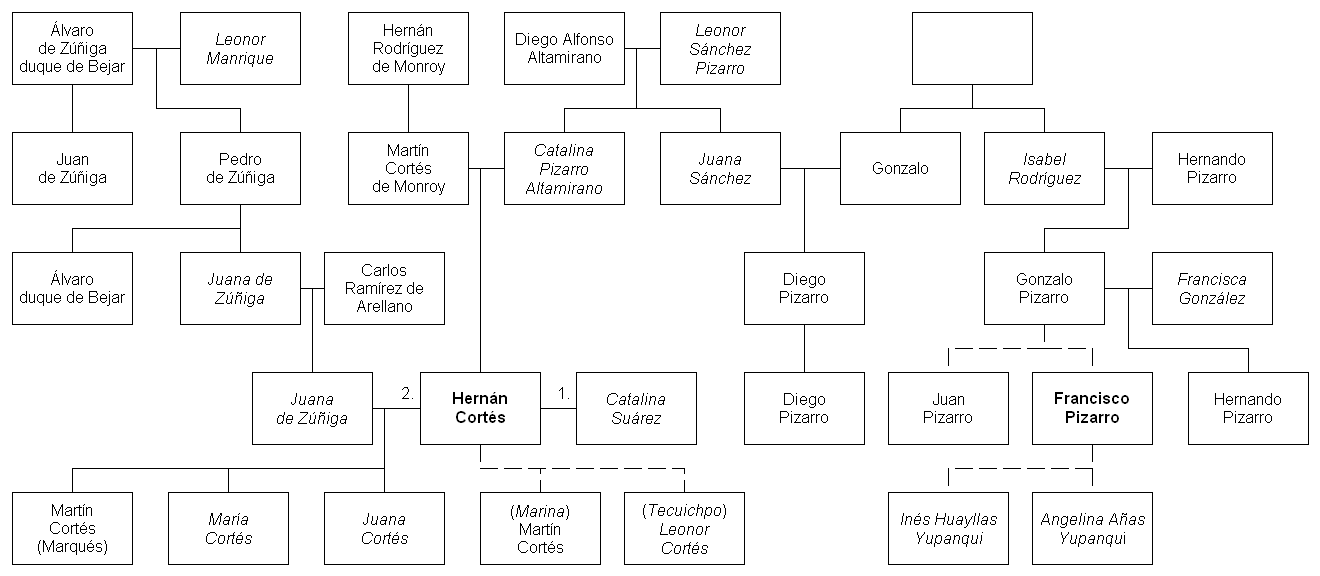
Genealogie von Cortés und Pizarro

Cortés entstammte dem niederen spanischen Adel (Hidalgo). Er war über seine Mutter mit Francisco Pizarro, dem Eroberer Perus, entfernt verwandt. Seine Familie war nicht wohlhabend. Cortés studierte bereits mit 14 Jahren an der Universität Salamanca Rechtswissenschaft. Nach zwei Jahren brach er sein Studium ab und kehrte nach Medellín zurück. Zwei Jahre in Salamanca und seine späteren Erfahrungen als Notar brachten ihm die kastilische Rechtsordnung nahe. Anschließend trat er in den Kriegsdienst und schiffte sich 1504 nach Westindien ein, wo er bei einem Verwandten arbeitete, dem Statthalter von Hispaniola, Nicolás de Ovando.
Im Jahre 1511 begleitete er den Statthalter Don Diego Velázquez nach Kuba und wurde auf Grund seiner Tüchtigkeit dessen Sekretär, als dieser Gouverneur von Kuba geworden war. Cortés ließ sich von seinem Gönner Velázquez auf Kuba ein Repartimiento in Cuavanacan am Río Duaba zuteilen. Dort ließ er die ansässigen Taínos nach Gold suchen und erwarb ein beträchtliches Vermögen. Er arbeitete auch als Notar, verdiente Geld mit der Viehzucht und berechnete den königlichen Anteil der kubanischen Goldproduktion. Andere Kolonisten nahmen ihn nicht ernst, da er sich noch durch keine Eroberung hervorgetan hatte.
Als der Gouverneur Diego Velázquez 1515 die Hauptstadt Kubas von Baracoa nach Santiago verlegte, begleitete ihn Cortés und wurde als Alcalde Oberbefehlshaber und Friedensrichter der Stadt. Trotzdem hatte er immer wieder Differenzen mit dem Statthalter. Für kurze Zeit ließ Velázquez seinen Sekretär sogar ins Gefängnis werfen, weil dieser Catalina Suárez nicht heiraten wollte, der er die Ehe versprochen hatte. Cortés brach aus dem Gefängnis aus, wurde jedoch erneut gefangen genommen. Schließlich heiratete er unter dem Druck des Gouverneurs Catalina und versöhnte sich mit ihm und der Familie seiner Frau. Die Ehe blieb kinderlos.

### Eroberung Mexikos

#### Befehlshaber der Expedition

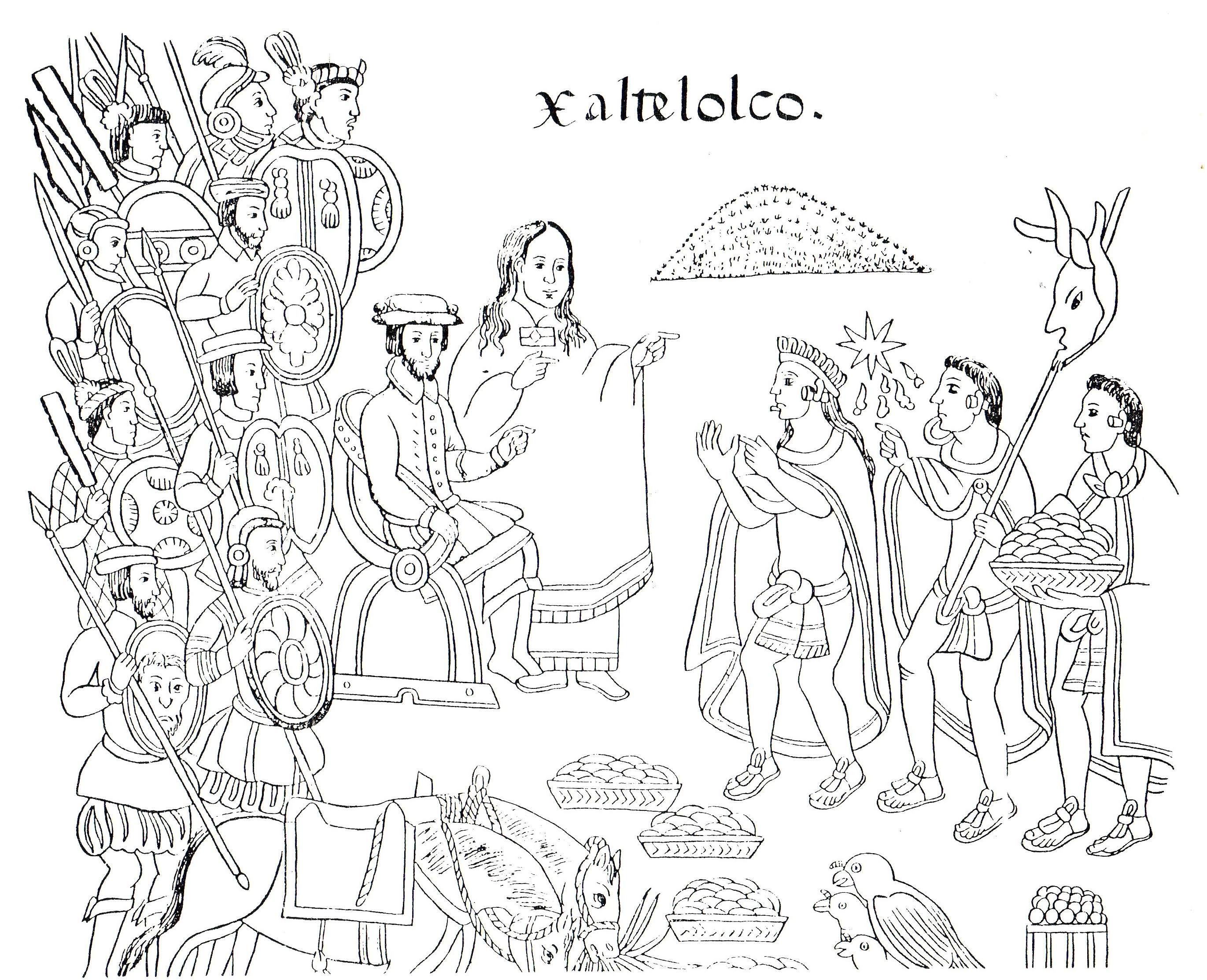
Malinche und Hernán Cortés. Altmexikanische Bilderhandschrift der Tlaxcalteken aus dem 16. Jahrhundert (Lienzo de Tlaxcala).

Zweimal versuchte Velázquez, seinen Machtbereich zu erweitern, und schickte Expeditionen unter Francisco Hernández de Córdoba und Juan de Grijalva an die unbekannte Küste Mittelamerikas. Dadurch erfuhr er vom Goldreichtum des Landes. So rüstete er eine dritte Expedition aus und setzte Cortés als Kommandanten ein. Doch Freunde warnten Velázquez vor dem Ehrgeiz des Hernán Cortés. So nahm er seinen Auftrag zurück, doch Cortés hatte in anderen kubanischen Häfen bereits Männer angeworben und Schiffe gekauft. Mit der Flottille von 11 Schiffen, neben dem Flaggschiff des Konquistadors mit dem Namen Santa Maria de la Concepción drei weitere Karavellen und sieben kleinere Brigantinen sowie einer Mannschaft von 670 Mann, zumeist junge Männer aus Spanien, Genua, Neapel, Portugal und Frankreich, segelte er am 18. Februar 1519 von Havanna zu der neu entdeckten Küste.
Auf der Insel Cozumel gelang es, den Spanier Gerónimo de Aguilar aus den Händen der Maya zu befreien. Er war acht Jahre zuvor an der Küste gestrandet und hatte bei den Maya als Sklave gelebt und ihre Sprache erlernt.
Cortés umfuhr die östliche Spitze von Yucatán, segelte in nördlicher Richtung an der Küste entlang und in den Fluss Tabasco. Als er in der Nähe der Stadt Potonchán an Land gehen wollte, um Trinkwasser aufzunehmen, ließen die Maya die Landung nicht zu. So nahmen die Spanier die Stadt mit Gewalt. Darauf unterwarfen sich die Maya Cortés und dem König von Spanien und erklärten sich bereit, Tribut zu zahlen. Am 15. März 1519 übergab Tabscoob, der ranghöchste Fürst der Maya in Potonchán 20 Sklavinnen an Cortés. Eine dieser Sklavinnen, Malinche, von den Spaniern Doña Marina genannt, diente gemeinsam mit Gerónimo de Aguilar als Dolmetscherin und wurde zu seiner wichtigsten Beraterin, später auch Geliebte und Mutter seines ersten Sohns, Martín (geboren wohl 1523).

#### Landung und Koloniegründung

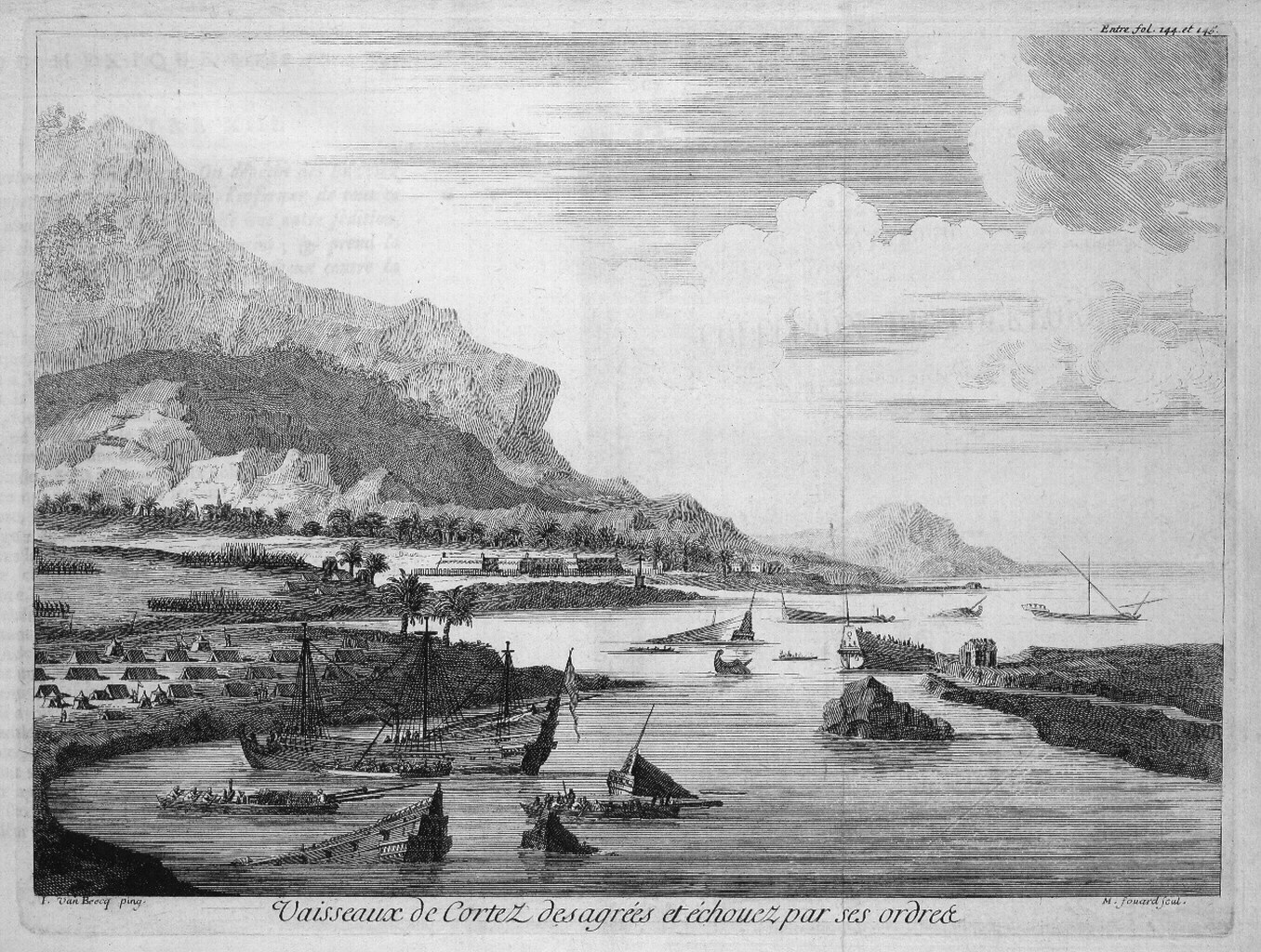
Cortés versenkt seine Schiffe. Kupferstich von Karel Donatus van Beecq (1638–1722).

Aztekengebiet vor der Ankunft des Spaniers im Jahr 1519

Cortés setzte seine Fahrt in nordwestlicher Richtung fort und landete am 21. April 1519 bei San Juan de Ulúa. Moctezuma erfuhr von der Landung der Spanier und sandte ihnen eine Delegation seiner engsten Vertrauten. Er gab ihnen Geschenke aus Gold und Edelsteinen, Kleidung und prächtigem Federschmuck mit. Nie zuvor erhielten unbekannte Besucher so viele und hochwertige Gaben. Cortés’ Wunsch, ihn in Tenochtitlán besuchen zu dürfen, lehnte Moctezuma jedoch ab. Mit seinen großzügigen Goldgeschenken wollte er die Fremden besänftigen und sie dazu bewegen, das Land zu verlassen, bewirkte jedoch das Gegenteil. Jetzt war Cortés klar, dass dieses Land nicht arm, sondern sehr reich war.
Um die Unabhängigkeit vom Statthalter in Kuba zu erlangen, gründete Cortés im Namen des Königs und unter königlicher Autorität eine selbstständige Kolonie nach dem Vorbild der spanischen Korporationen. Er gab ihr den Namen Villa Rica de la Vera Cruz (Veracruz) und sandte dem spanischen König Karl I. (spanisch: Carlos I., später als Karl V. auch Kaiser des Heiligen Römischen Reiches Deutscher Nation) ein Rechtfertigungsschreiben mit den Geschenken der Azteken. Die Schiffe ließ er zerstören, nachdem Segel, Anker, Kompasse und alle weiteren beweglichen Teile an Land geschafft worden waren. So nahm er sich und seinen Leuten bewusst die Möglichkeit zur Rückkehr. Mit der Zerstörung seiner Schiffe setzte Cortés alles auf eine Karte. Er widersetzte sich den Befehlen von Velázquez und verschuldete sich für das Unternehmen hoch. Wenn er gescheitert wäre, hätte man ihn als Verräter in Ketten nach Spanien gebracht oder gleich auf Kuba abgeurteilt. Nur mit einem Erfolg konnte er sich gegen Velázquez wehren, seine Gläubiger befriedigen und vor dem König als Held erscheinen.
In Veracruz ließ Cortés eine kleine Truppe unter dem Kommando von Juan de Escalante zurück. Die meisten dieser Männer waren für den bevorstehenden Marsch nach Tenochtitlán zu alt, krank oder bei den ersten Gefechten in Tabasco verwundet worden und noch nicht genesen.
Wichtige Informationen über Land und Leute sowie eine Einladung nach Cempoala erhielt Cortés von dem „Dicken Kaziken“ der Totonaken. Die Totonaken waren wenige Jahre zuvor von den Azteken unterworfen worden. Die Indianer beklagten sich bei ihm über Moctezuma und die erdrückende Last der Tributzahlungen. Der Kazike gewährte dem Konquistador einen tiefen Einblick in die politischen Verhältnisse des Landes.
Durch seine Dolmetscherin Malinche erfuhr Cortés, dass das Aztekenreich kein klar umrissenes Staatsgebiet besaß. Es gab keine einheitliche Sprache, obwohl Nahuatl fast überall verstanden wurde, keine einheitliche Verwaltung, kein einheitliches Rechtssystem und kein stehendes Heer. Nur die gewaltige militärische Macht der Azteken hielt den Vielvölkerstaat zusammen. Da das Heer nur für Kriegszüge aufgestellt wurde, fehlte eine militärische Sicherung des Reiches fast vollständig. Hatten die Azteken ein Volk unterworfen, mussten die Kaziken Tribut an die Herrscher in Tenochtitlán in Form von Edelmetallen, Kunsthandwerk, Nahrungsmitteln und auch Menschen zahlen. Diese wurden von den Azteken versklavt oder auf Altären den Göttern geopfert. Wurden die Tributforderungen nicht erfüllt, löste dies einen weiteren Kriegszug aus. So wuchs mit jedem Sieg der Azteken die Zahl ihrer Feinde.
Von Cortés erhofften sich die Totonaken ihre Freiheit und baten ihn um militärischen Beistand gegen die Azteken. Cortés versprach, sie vor den Azteken zu schützen, und veranlasste den Kaziken, die zufällig anwesenden aztekischen Tributeintreiber gefangen zu nehmen. Er drängte die Totonaken, ihr erzwungenes Bündnis mit den Azteken aufzukündigen. Den Tributeintreibern verhalf er heimlich zur Flucht, um sie als Boten für seine Nachrichten an Moctezuma zu benutzen. Sie berichteten ihrem Herrscher, dass Cortés sein Freund und Alliierter sein wollte. Den Totonaken hingegen versprach Cortés Schutz und Waffenhilfe bei einem Angriff der Azteken. Die Totonaken berichteten Cortés auch von der tiefen Feindschaft der Tlaxcalteken zu den Azteken. Sie hatten sich viele Jahre den Azteken widersetzt und keinen Tribut gezahlt. Obwohl die Tlaxcalteken nur noch eine kleine Enklave in dem riesigen aztekischen Reich besaßen und auf ein überschaubares Gebiet begrenzt waren, hatten sie in vielen Schlachten ihre Kampfkraft gezeigt. Cortés hatte die Absicht, mit diesem Volk ein Bündnis einzugehen.

#### Marsch nach Tenochtitlán

Cortés’ Eroberungszug durch Mexiko 1519 nach Tenochtitlán

Am 16. August 1519 brach Cortés mit rund 300 Soldaten, darunter Reiter, Armbrustschützen und Arkebusieren auf. Zudem verfügte der Tross über mehrere Kanonen und wurde von mehreren tausend Totonaken begleitet, die neben Kriegern auch Träger für den Transport der schweren Waffen stellten.
Wahrscheinlich war jene Begleitung der Grund, warum die Tlaxcalteken die Unterhändler, die Cortés ihnen schickte, nicht anhörten. Die Azteken hatten nicht nur Krieg gegen Tlaxcala geführt, sondern das Land mit einem umfassenden Handelsembargo belegt, das sogar Salz einschloss. Jetzt hatten die fremden Spanier gemeinsam mit den Totonaken ihr Land betreten. Die Totonaken waren Unterworfene und zwangsweise Verbündete der Azteken. Daraus schlussfolgerten die Tlaxcalteken, dass die Spanier mit den Azteken im Bunde waren. Sie nahmen die totonakischen Unterhändler gefangen und griffen Cortés mit einer großen Übermacht an. Da es die Tlaxcalteken jedoch auch nach mehreren Schlachten nicht schafften, die Spanier zu besiegen, nahmen sie schließlich Verhandlungen mit den Fremden auf. Sie verbündeten sich mit Cortés und bildeten eine Allianz. Der Hass auf die Azteken machte die Tlaxcalteken zu seinen wertvollsten und treuesten Verbündeten. Die Tlaxcalteken und auch die anderen Indigenen sprachen Cortés stets mit „Herr von Malinche“, dem Namen seiner Dolmetscherin Malinche an, die nie von seiner Seite wich.
Durch 2000 Mann aus Tlaxcala verstärkt, gelangte Cortés nach Cholula, einer kurz vorher von den Azteken unterworfenen, reichen und als Götterheiligtum angesehenen Stadt. Während es in Tlaxcala nicht einmal Salz gab, herrschte dort Überfluss an Lebensmitteln und Waren aller Art.
Heute lässt es sich nicht mehr genau sagen, was in Cholula geschah. Laut späteren Angaben von Bernal Díaz soll Malinche der Frau eines Kaziken aus Cholula vorgespielt haben, sie würde gegen ihren Willen von den Spaniern festgehalten, die ihr, um sie zu retten, daraufhin von dem geplanten Überfall der Stadtbewohner auf die Spanier berichtet habe. Auch zwei cholultekische Priester hätten Cortés vor einem Überfall gewarnt. Die Spanier sollen zudem festgestellt haben, dass in den Straßen Barrikaden errichtet worden waren. Cortés spricht in seinen Briefen an Karl von einer versteckten aztekischen Streitmacht von 50.000 Mann. Auch Bernal Díaz spricht von einer vor der Stadt lauernden aztekischen Armee. Der mexikanische Historiker Manuel Orozco y Berra (1816–1881) brachte dagegen die These auf, dass das Massaker auf eine Intrige der Tlaxcalteken zurückging, die sich an den mit ihnen verfeindeten Cholulteken hätten rächen und den Spaniern ihre Treue beweisen wollen. Zu diesem Zweck hätten sie über Malinche das Gerücht von dem Hinterhalt gestreut.
Mit einem Präventivschlag griffen die Spanier am Morgen an und töteten viele Einwohner. Die Tlaxcalteken rächten sich an ihren alten Feinden und zogen kämpfend und plündernd durch die reiche Stadt. Weitere Truppen aus Tlaxcala eilten herbei. Nur mit Mühe konnte ihnen Cortés Einhalt gebieten. Mit seinem Bündnis mit den Tlaxcalteken und der Unterwerfung von Cholula hatte Cortés den Azteken gezeigt, dass er ein nicht zu unterschätzender neuer Machtfaktor in ihrem Reich war. Moctezuma versuchte ihn immer noch von seiner Hauptstadt fernzuhalten. Doch je mehr Cortés von Tenochtitlán erfuhr, desto mehr war er gewillt, diese Stadt zu besuchen.
Als die Spanier den letzten Pass in den Bergen überwunden hatten, sahen sie den Texcoco-See und die vielen dichtbesiedelten Städte an seinem Ufer. Tenochtitlán war die größte dieser Städte und lag mitten im See. Mehrere Dammstraßen verbanden sie mit dem Festland.

#### In der Hauptstadt der Azteken und Moctezumas Gefangennahme
Moctezuma empfing Cortés am 8. November 1519 vor den Toren der Hauptstadt und ließ den Spaniern den Palast seines verstorbenen Vaters Axayacatl als Wohnung anweisen. Dieser Palast war so groß, dass alle Spanier mit ihren Pferden und Kanonen darin Platz fanden.
Zu Beginn ihres Aufenthaltes in Tenochtitlán wurden die Spanier sehr hofiert. Verbreitet wird angegeben, dies hätte seinen Grund darin gehabt, dass Cortés von den Azteken mit dem Gott Quetzalcoatl identifiziert worden sei, dessen Wiederkehr eine alte Prophezeiung angekündigt habe. Nach einer von Bernardino de Sahagún überlieferten Rede soll Moctezuma bei ihrer ersten Begegnung seine Herrschaft formell an Cortés übergeben haben. In der neueren Forschung wird dies als Geschichtsmythos gedeutet, mit dem Cortés und seine Leute ihr rechtswidriges Vorgehen gegenüber König Karl rechtfertigen wollten.
Begleitet von hohen Würdenträgern bereisten und erkundeten die Spanier das Land. Von besonderem Interesse für Cortés waren die Häfen des Landes und die Goldbergwerke.
Auf Bitten von Cortés zeigte Moctezuma ihm und seinem Gefolge das Innere eines Tempels. In einem Raum, dessen Wände blutverkrustet waren, fanden die Spanier drei menschliche Herzen, die gerade in einem Kohlebecken verbrannt wurden. Im Opferkult der Azteken waren Menschenopfer eine heilige Handlung und Akt der Götterverehrung. Die Spanier und besonders Hernán Cortés fühlten sich in ihrem religiösen Empfinden zutiefst beleidigt. Für sie bedeutete die Religion der Indigenen Gotteslästerung. Als Cortés den Tlatoani darauf ansprach und die Götterstatuen der Azteken stürzen und durch das christliche Kreuz und Marienbilder ersetzen wollte, kam es zum Streit. Die Konquistadoren richteten in dem ihnen zugewiesenen Palast eine kleine Kirche ein und entdeckten dabei hinter einer Mauer die Schatzkammer von Axayacatl.
Durch die immer stärkeren Spannungen mit den Azteken wurde den Spaniern bewusst, wie angreifbar sie waren. Cortés erhielt die Nachricht, dass die Azteken die kleine Garnison in Veracruz unter Juan de Escalante angegriffen hatten. Sechs Männer waren tot und Escalante schwer verwundet, er starb drei Tage nach dem Gefecht. Der Soldat Arguello war lebend in Gefangenschaft geraten. Jetzt schwebten die Spanier in der aztekischen Hauptstadt in Lebensgefahr.

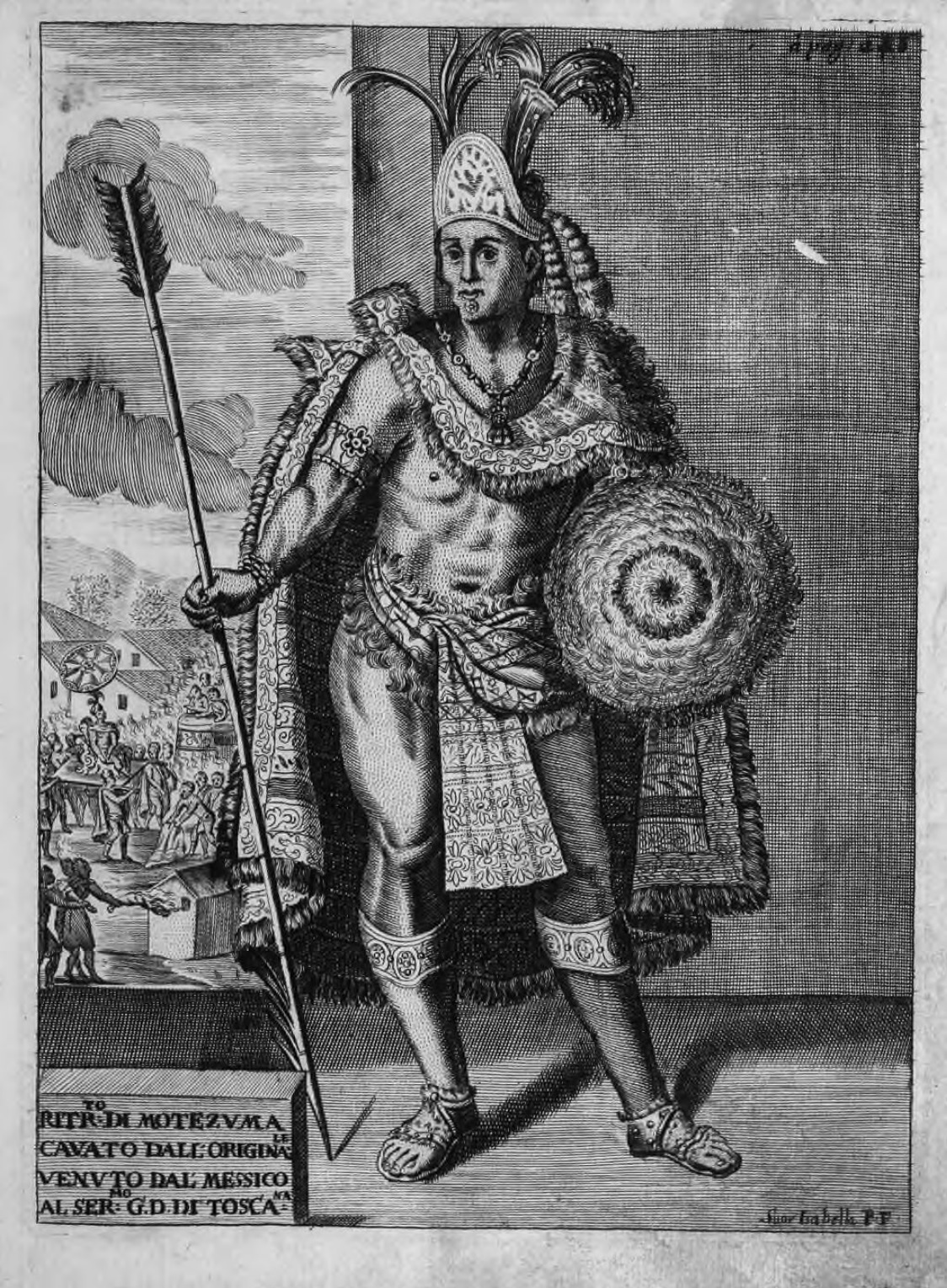
Moctezuma II., 1715 von Antonio de Solis dargestellt

Nach der Schlacht bei Veracruz schickte der aztekische Befehlshaber den abgeschnittenen Kopf des gefangenen Spaniers Arguello seinem Tlatoani in Tenochtitlán. Cortés stellte Moctezuma zur Rede und die Spanier forderten ihn unter Drohungen auf, sie in ihr Quartier zu begleiten. Sie eröffneten ihm, dass er von nun an ihr Gefangener sei. Der gedemütigte Fürst regierte dem Namen nach zwar weiter, in Wirklichkeit aber war von da an Cortés sein Gebieter.
Er ließ die aztekischen Hauptleute, die gegen Juan de Escalante und seine Männer gekämpft hatten, vorführen und verhören. Nach ihrem Geständnis, dass sie auf Befehl Moctezumas gehandelt hatten, wurden sie verurteilt und öffentlich verbrannt. Cortés zwang Moctezuma, die Vollstreckung des Urteils anzuschauen. Die Nachricht vom Tod der aztekischen Hauptleute verbreitete sich schnell über das ganze Land. Damit war das Ansehen der Spanier bei den Totonaken in Cempoala wiederhergestellt.
Cortés sandte Spanier in die Provinzen, um diese nach Reichtümern zu untersuchen und ersetzte missliebige Beamte. Er brachte Moctezuma schließlich so weit, dass er die Oberherrschaft König Karls V. förmlich anerkannte und die Zahlung eines jährlichen Tributs versprach.
Trotz aller Spannungen versuchte Moctezuma auch in der Gefangenschaft noch gütlich mit den Spaniern auszukommen. So gab er Cortés Tecuichpoch, seine Lieblingstochter, zur Frau. Obwohl Cortés bereits verheiratet war, wies er die Tochter des aztekischen Herrschers nicht zurück und versprach, sie gut zu behandeln. Eine weitere Tochter Moctezumas (Leonor Moctezuma) wurde mit Juan Paez, einem spanischen Offizier, verheiratet.

#### Kampf gegen Pánfilo de Narváez
Der spanische Statthalter Kubas, Diego Velazquez, hatte unterdessen eine Flotte von 18 Schiffen mit 1200 Mann, 12 Kanonen und 60 Pferden unter dem Oberbefehl des Pánfilo de Narváez ausgesandt, um Cortés und seine Offiziere gefangen zu nehmen und die Eroberung von Neuspanien zu vollenden. Cortés ließ 150 Mann unter Pedro de Alvarado in Tenochtitlán zurück und marschierte am 20. Mai 1520 mit den übrigen 250 Mann an die Küste. Er überfiel Narváez und seine Leute, die sich inzwischen in die Stadt Cempoala zurückgezogen hatten, und nahm Narváez gefangen. Mit Gold und Versprechungen überzeugte Cortés die meisten Männer des Narváez, sich ihm anzuschließen. So machte er sich mit einer Armee von über 1200 Mann und knapp 100 Pferden auf den Rückweg nach Tenochtitlán.
Cortés übernahm auch den Tross von Pánfilo de Narváez, der aus mindestens 20 Spaniern, vielen Einheimischen, afrikanischen Sklaven sowie Mulatten und Mestizen von den karibischen Inseln bestand, darunter Frauen und Kinder. Da Cortés keine Zeit verlieren wollte, eilte er schließlich mit den meisten Soldaten voraus und ließ den langsamen Tross nachziehen. Nachdem die Kolonne schon den größten Teil der Strecke nach Tenochtitlán zurückgelegt hatte, überfielen Krieger aus Texcoco den unzureichend geschützten Tross und brachten die etwa 550 Gefangenen nach Zultepec. Dort wurden die Gefangenen über die nächsten sieben Monate den Göttern geopfert. Durch archäologische Forschungen in den Ruinen von Zultepec wurde nachgewiesen, dass die Opferungen mit rituellem Kannibalismus verbunden waren.

#### Noche Triste und Schlacht von Otumba
Als Cortés mit seinen Soldaten in Tenochtitlan eintraf, war inzwischen ein Aufstand gegen die Spanier ausgebrochen, weil Pedro de Alvarado die Teilnehmer des aztekischen Frühlingsfestes hatte niedermetzeln lassen. Nach einem Angriff der aztekischen Krieger auf den spanischen Palast wurde Moctezuma durch wütende Azteken verwundet, als er sein Volk zum Frieden aufrufen wollte. Er erlag seinen Verletzungen, nachdem er sich geweigert hatte, seine Wunden versorgen zu lassen. Da er im Palast der Spanier starb, ist dies nur durch spanische Quellen belegt. Später wurde auch behauptet, die Spanier hätten sich des aztekischen Königs entledigt, weil er ihnen nichts mehr genützt habe. Die Azteken erwählten Moctezumas Bruder Cuitláhuac zum neuen Herrscher des Reiches.
Cortés versuchte, in der Nacht vom 30. Juni auf den 1. Juli 1520 gemeinsam mit seinem Heer aus Tenochtitlán zu fliehen. Der Versuch, unentdeckt aus der Stadt zu entkommen, scheiterte jedoch, und die Spanier wurden von Tausenden Aztekenkriegern angegriffen. Schwer beladen und von allen Seiten beschossen, mussten sie sich über die teilweise zerstörten Dämme kämpfen. Nur 425 Soldaten und 24 Pferde überlebten die Flucht. Cortés, der bereits das andere Ufer erreicht hatte, eilte mit einigen seiner Hauptleute zurück, um der bedrängten Nachhut beizustehen. Er verlor in diesem Kampf den Zeigefinger seiner linken Hand. In dieser Nacht, die als Noche Triste (traurige Nacht) bekannt wurde, erlitt Cortés den größten Verlust an Männern, Waffen und vor allem Gold.
Hernán Cortés versuchte, sich mit seinen verbliebenen Truppen nach Tlaxcala abzusetzen. Doch am 14. Juli 1520 wurde er auf einer Ebene vor Otumba von einem aztekischen Heer eingeholt und gestellt. Die Azteken beabsichtigten, die Spanier endgültig zu vernichten. Allerdings unterschätzten sie die Kampfkraft der spanischen Kavallerie. Bisher hatten sie die Reiter mit ihren Pferden nur auf den gepflasterten Straßen in Tenochtitlán oder auf der Flucht über die aufgerissenen Dämme in der Noche Triste erlebt. Dieser Kavallerie in einer offenen Schlacht auf einer grasbewachsenen Ebene gegenüberzustehen, war neu für sie. Dagegen hatten die Spanier bereits viele solcher Situationen siegreich bestanden.
Cortés erkannte den aztekischen Befehlshaber an seinem aufwendigen Federschmuck und seiner Federstandarte. Er stürmte, begleitet von einigen Reitern, mitten unter die Azteken. Juan de Salamanca ritt den Befehlshaber der Azteken nieder, tötete ihn, hob die Federstandarte auf und überreichte sie Cortés. Obwohl die Spanier in dieser Schlacht schwere Verluste erlitten, zogen sich die Azteken nach dem Tod ihres Anführers zurück.
Als Cortés fünf Tage nach seiner Flucht aus Tenochtitlán endlich Tlaxcala erreichte, waren seine Verluste an Menschen und Material gewaltig. Gestorben waren auch einige spanische Frauen, die mit Pánfilo de Narváez ins Land gekommen waren, während Doña Marina und Doña Luisa, eine Tochter Xicoténcatls des Älteren, ebenso überlebten wie die beiden Töchter Moctezumas und María de Estrada, die einzige Spanierin in Waffen und Rüstung. Sie war die Frau eines Konquistadors und hatte auf dem ganzen Feldzug mit den Männern gefochten.
Die Tlaxcalteken erwiesen sich in dieser Situation als treue Verbündete, indem sie den geschlagenen und erschöpften Spaniern Pflege und Unterkunft boten.

#### Allianzen
Trotz seiner Niederlage in Tenochtitlán gab Cortés nicht auf. Er reorganisierte seine Truppen und startete einen Eroberungsfeldzug rund um den Texcoco-See und baute neue Allianzen auf.
Seine wichtigsten Verbündeten, die Tlaxcalteken, hielten ihm auch nach der Niederlage in Tenochtitlán die Treue, obwohl die Azteken sie auf ihre Seite ziehen wollten und ihnen Frieden und Wohlstand versprachen.
Gemeinsam schlugen die Spanier und die Tlaxcalteken die aztekische Besatzung in Tepaeca und lösten die Stadt aus dem Bündnis mit den Azteken.
Währenddessen wütete eine Pocken-Epidemie in Tenochtitlán und griff schon bald auf das umliegende Land über. Ein spanischer Sklave, der mit den Truppen von Pánfilo de Narváez angekommen war, hatte die Krankheit eingeschleppt.
Der Nachfolger Moctezumas, Cuitláhuac starb nach nur achtzig Tagen Regentschaft. Obwohl die Krankheit die Zahl der Kämpfer auf beiden Seiten drastisch verringerte, waren die Folgen für die Azteken verheerender als für die Spanier. Nach dem Tod ihres Herrschers wählten die Azteken im Februar 1521 Cuauhtémoc, den Sohn von König Ahuitzotl, auf den Thron.
Cuauhtémoc, der neue Herrscher der Azteken, sandte Boten und Krieger zu den benachbarten Völkern und versuchte, sie mit Versprechungen, Drohungen und Strafexpeditionen an sich zu binden. Doch das Reich der Azteken war keine homogene Einheit. Viele Völker hatten genug von der aztekischen Vorherrschaft und beteiligten sich nicht am Kampf gegen die Spanier, ohne jedoch sogleich Partei gegen die Azteken zu ergreifen, aus Furcht vor einer Bestrafung durch die aztekische Armee.
Innerhalb weniger Monate besiegte Cortés mit seinen Truppen mehrere Stadtstaaten wie Chimalhuacán, Oaxtepec, Yautepec, Cuernavaca und Tlacopan rund um den Texcoco-See, während andere sich ihm freiwillig anschlossen. Viele Völker, auf die Cortés bei seinem Eroberungsfeldzug traf, fühlten sich von den Azteken unterdrückt. Sie waren kein integrierter Teil des Reiches, sondern wurden von den Azteken nach ihrer Unterwerfung ausgebeutet. Als neue Bundesgenossen schlossen sich ihm Tepeyacac, Cuernavaca und die Städte Huejotzingo, Atlixco, Metztitlán und Chalco an. War ihm ein Herrscher nicht zu Willen, ersetzte Cortés ihn kurzerhand durch einen Mann, den er als Marionette benutzen konnte.
Als der Tlatoani von Chalco an den Pocken starb, empfahl er seinem Volk auf dem Totenbett, sich den Spaniern zu unterwerfen und schickte seine Söhne zu Cortés statt zu Cuauhtémoc, dem Aztekenherrscher. Er legte seine Nachfolge und die Herrschaft über die zugehörigen Ortschaften in die Hände von Cortés. Der nahm die Prinzen wohlwollend auf und bestätigte sie in ihrem Amt. Immer mehr Städte erkannten den Konquistador als obersten Herrscher an. Durch seine kluge Bündnispolitik und militärischen Erfolge über die Azteken nahm er die Stellung ein, die vorher Moctezuma eingenommen hatte.
Auch Texcoco, eine der größten Städte des Reiches und Mitglied des Dreibundes, konnten die Spanier einnehmen und auf ihre Seite ziehen. Dabei nutzte Cortés die Streitigkeiten der Indianer um die Herrschaft über die Stadt aus und setzte Ixtlilxochitl, den Sohn von Nezahualpilli, auf den Thron.

#### Belagerung und Fall von Tenochtitlán

Codex Tlaxcala: Bei der Belagerung von Tenochtitlán trugen die verbündeten indianischen Völker die Hauptlast des Krieges.

In Tlaxcala hatte Martín López, der Schiffbaumeister, dreizehn Brigantinen gebaut. Mehrere tausend Krieger der Tlaxcalteken trugen die Einzelteile der Schiffe unter dem Schutz von Gonzalo de Sandoval und seinen Männern an den Texcoco-See. In der Stadt Texcoco wurden die Schiffe zusammengebaut und zu Wasser gelassen, das letzte am 28. April 1521.
Bereits nach wenigen Tagen wurde das kleinste Schiff wieder außer Dienst gestellt, weil es sich nicht gegen die aztekischen Kriegskanus behaupten konnte.
Die Schiffe bildeten den ersten Belagerungsring um die aztekische Hauptstadt. Am Anfang übernahm Cortés selbst das Kommando.
Die Truppen unter Alvarado und Olid marschierten in Richtung Chapultepec und zerstörten dort einen Aquädukt. Damit unterbrachen sie die Wasserversorgung Tenochtitláns. Mit seinen Brigantinen verhinderte Cortés weitgehend die Versorgung der Hauptstadt über den Texcoco-See mit seinem ungenießbaren Salzwasser. Nur wenige Kanus kamen im Schutz der Nacht durch. Zu Beginn des Kampfes rammten die Azteken Pfähle in den Seegrund mit den Spitzen dicht unter der Wasseroberfläche. Damit wollten sie die Brigantinen aufhalten, um sie dann mit ihren Kanus anzugreifen. Doch die Spanier fuhren mit vollen Segeln über diese Pfähle hinweg, ohne Schaden zu nehmen.
Die Azteken versuchten, die Stadt bereits auf den Dämmen im See zu verteidigen. Sie rissen einige Stellen auf und bauten an anderen Stellen Schanzen. Tag für Tag griffen die Spanier an und wurden von den Azteken mit Kanus vom See aus attackiert. Mit Hilfe ihrer Schiffe kämpften sich die Spanier den Weg frei, erreichten die Stadt und gewannen an Boden. Da sie sich am Abend wieder in ihre Stellungen zurückzogen, besetzten die Azteken in der Nacht erneut ihre alten Stellungen in der Stadt. Cortés befahl deshalb, die eroberten Häuser niederzureißen. So rückten die Spanier langsam auf das Stadtzentrum vor. Cuauhtémoc organisierte einen groß angelegten Angriff auf Alvarado und die Truppen in Tlacopan. Doch die Azteken wurden zurückgeschlagen.
Schließlich fingen die Spanier alle Lebensmittel- und Wasserlieferungen in die Stadt ab. Selbst die Azteken, die versuchten, Fische im See zu fangen, wurden aufgegriffen. Viele tranken das Salzwasser aus dem See und wurden krank. An der Hungersnot starben viele der Eingeschlossenen. Während die Streitkräfte der Azteken weiter dezimiert wurden, trafen in Vera Cruz wieder frische spanische Truppen ein. Eine starke Truppe unter Francisco de Garay war eigentlich ausgezogen, um das Gebiet am Pánuco zu erobern. Sie war dort jedoch gescheitert und so schlossen sich die meisten Männer Cortés an. Immer mehr ehemals mit den Azteken verbündete Städte schlugen sich jetzt auf die Seite der Spanier, so Huichilibusco, Coyohuacan, Mizquic und alle übrigen Orte rund um den Texcoco-See.
Cortés unterlag am 21. Juni 1521 einer Kriegslist. Er folgte den scheinbar endgültig geschlagenen Azteken in die Stadt. Dort bot Cuauhtémoc frische Kräfte gegen ihn auf. Sie töteten viele Spanier und nahmen ca. 60 gefangen. Cortés entging nur knapp der Gefangenschaft. Cristóbal de Olea rettete ihm das Leben und starb selbst im Kampf.
Die Azteken opferten die gefangenen Spanier ihren Göttern. Sie schickten Körperteile der Toten an die Völker, die auf der Seite der Spanier kämpften und drohten ihnen. Tatsächlich gelang es ihnen, einige Städte wieder auf ihre Seite zu ziehen. Doch Cortés schickte eine Strafexpedition und unterband Hilfen für Tenochtitlán.
Cuauhtémoc zog sich mit seinen verbliebenen Truppen nach Tlatelolco, einem Stadtteil mitten im See, zurück, gab sich jedoch nicht geschlagen. Als Cortés die Krieger der Azteken in einen Hinterhalt lockte, nahmen sie die Friedensangebote der Spanier zum Schein an, griffen sie aber noch einmal an. Doch ihre Kräfte waren bereits zu sehr geschwächt.
In einer Kampfpause flohen viele ausgehungerte Frauen und Kinder zu den Spaniern. Cortés sandte Gonzalo de Sandoval mit seinen Männern in das letzte von den Azteken besetzte Stadtviertel im See. Dort rissen sie die Häuser und Verschanzungen nieder. Als es keinen Ausweg mehr gab, floh Cuauhtémoc mit seiner Familie und den letzten Getreuen in Kanus über den See.
García Holguíns, einer der Männer von Gonzalo de Sandoval, konnte mit seiner Brigantine den letzten Herrscher der Azteken, Cuauhtémoc, bei seiner Flucht auf dem See von Texcoco festnehmen. Nach Schätzungen starben 24.000 Azteken während der über mehrere Monate dauernden Belagerung.
Am 13. August 1521 war die fast völlig zerstörte Stadt endgültig erobert. In den Straßen lagen viele Leichen, die nicht begraben werden konnten. Cortés evakuierte die Bevölkerung. Der Zug der halb verhungerten Menschen auf das Festland dauerte drei Tage.

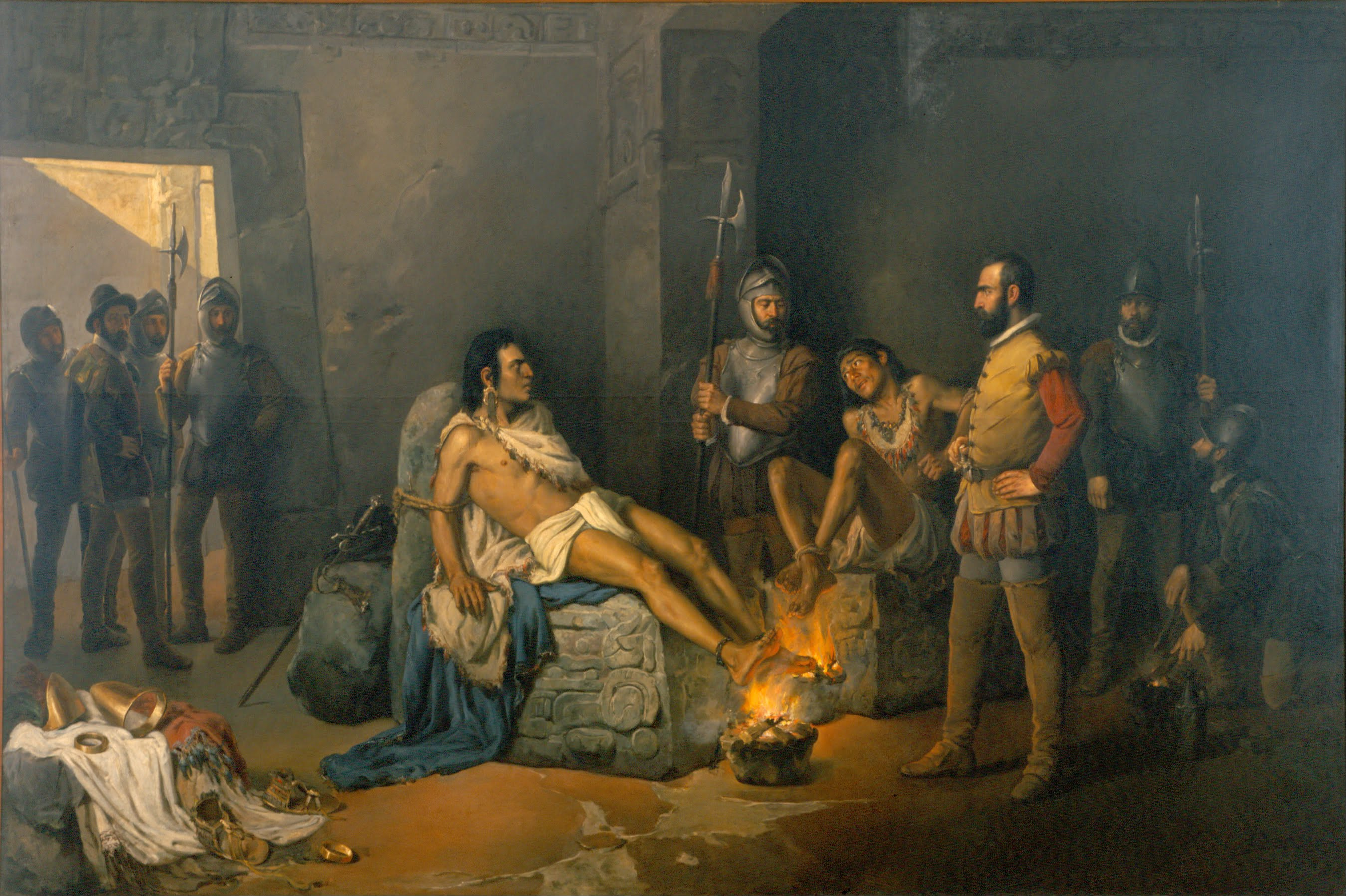
Die Folterung des Cuauhtémoc, Gemälde von Leandro Izaguirre (1892)

Als die Leichen aus der Stadt geschafft und begraben waren, begann Cortés mit dem Wiederaufbau Tenochtitláns. Karl V. ernannte ihn zum Gouverneur, Obersten Richter und Generalkapitän von Neuspanien. Damit war er der mächtigste Mann nach dem Kaiser. Mit der Eroberung des Aztekenreiches legte Hernán Cortés den Grundstein für das Vizekönigreich Neuspanien.
Cortés bestätigte Cuauhtémoc als König der Azteken. Doch nur kurze Zeit später ließ er ihn foltern, um zu erfahren, wo er die Goldschätze versteckt hatte.
Bereits während der Eroberung des Landes hatte Cortés auf einen Wandel in der Religion der Indianer hingearbeitet. Jetzt holte er Missionare nach Neuspanien.
Mit militärischen Vorstößen in den Norden erweiterte er seinen Machtbereich weit über die Grenzen des ehemaligen Aztekenreiches hinaus.

### Nach der Eroberung

#### Zwangsarbeit für die indigene Bevölkerung
Am 20. März 1524 erließ Cortés als Generalkapitän die Ordenanzas de buen gobierno para los vecinos y moradores de la Nueva España („Verordnungen für gute Regierung für die Bewohner von Neuspanien“). Darin führte er die Encomienda für die indigene Bevölkerung ein: Sie wurde zu Hunderten spanischen Siedlern zur Zwangsarbeit zugeteilt, die im Gegenzug beauftragt waren (spanisch encomendar), sie zu beschützen und zu christianisieren. Auf den Antillen hatte das System verheerende Auswirkungen gezeitigt, da es die indigene Bevölkerung ungeschützt der Ausbeutung durch die Spanier auslieferte und durch den damit einhergehenden engeren Kontakt auch die Verbreitung von Infektionskrankheiten beförderte. Cortés hatte sich daher in einem Brief an König Karl I. gegen die Ausweitung des Encomienda-Systems auch auf das amerikanische Festland ausgesprochen. 
Unter dem Druck der Teilnehmer seines Feldzugs, die die Früchte ihrer Mühen ernten wollten, und aus Sorge, dass sie andernfalls das Land verlassen würden, gab er aber nach. Er befahl, dass die Indigenen nur in der Landwirtschaft beschäftigt werden dürften, also keineswegs im Bergbau, und legte Arbeitszeiten und Entlohnungen fest. Zudem bestimmte er, dass jeder Encomendero sich entsprechend der Zahl der Indigenen, die ihm zugeteilt worden waren, zu bewaffnen und drei Mal im Jahr zum Appell beim zuständigen Alcalde einzufinden hätte. Verstöße wurden mit Geldstrafen oder dem Entzug der Zwangsarbeiter geahndet. Auch mussten die Encomenderos mindestens acht Jahre an ihrem Wohnort bleiben und durften nicht zur Eroberung neuer, vielleicht noch profitabler Territorien aufbrechen.
Auf diese Weise schuf Cortés eine Miliz, die gelegentliche indigene Aufstände niederschlug und die spanische Macht in Zentralamerika auch ohne ein reguläres stehendes Heer sicherte. Am spanischen Hof stand man diesem Vorgehen skeptisch gegenüber. Unter dem Eindruck der Kampagne des Dominikanermönches Bartolomé de Las Casas verbot Karl I. Cortés weitere Zuteilungen von Indigenen an spanische Siedler, denn „Gott unser Herr schuf die Indianer frei und keiner Dienstbarkeit unterworfen.“ Der Generalkapitän ignorierte dieses Schreiben einfach. Erst am 13. November 1535 legalisierte eine königliche Urkunde Cortes’ Vorgehen.

#### Feldzug nach Honduras
Im Jahre 1523 sandte Cortés Cristóbal de Olid nach Honduras, um dieses Land zu erobern. Olid war ein Weggefährte der ersten Stunde und hatte Cortés nie Anlass zum Misstrauen gegeben. Doch er verbündete sich mit Cortés’ Erzfeind Velázquez und wollte mit Hilfe des Statthalters von Kuba Honduras für sich selbst erobern und sich von Cortés unabhängig machen. Als Cortés davon hörte, entsandte er Francisco de Las Casas mit zwei Schiffen nach Honduras um Olid gefangen zu nehmen. Doch weil Cortés auch lange Zeit nichts von Las Casas hörte, machte er sich selbst im Herbst 1524 mit einer Armee von mehreren hundert Spaniern und dreitausend indianischen Hilfstruppen auf den Weg nach Süden. Aus Furcht, dass der letzte König der Azteken, Cuauhtémoc, während seiner Abwesenheit einen Aufstand in der Hauptstadt anzetteln könnte, nahm Cortés ihn auf den Feldzug mit. Unterwegs soll er sich angeblich eines Mordkomplotts schuldig gemacht haben und wurde von den Spaniern erhängt. Der Feldzug nach Honduras wäre fast an den Strapazen des Weges, dem schlechten Wetter und dem Hunger gescheitert. In den Kämpfen mit den feindlichen Indianervölkern starben viele Teilnehmer der Expedition.
Unterdessen war Las Casas in Honduras gelandet und dort in Olids Gefangenschaft geraten. Bei einem gemeinsamen Essen verletzte Las Casas seinen Gastgeber Olid jedoch mit einem Dolch und ließ ihn auf dem Marktplatz von Naco enthaupten. 1525 reiste Las Casas mit dem Schiff nach Veracruz und über Land in die Hauptstadt Tenochtitlán. Dort wurde er von den Gegnern Cortés’ festgenommen und wegen des Mordes an Olid zum Tode verurteilt. Das Urteil wurde nicht vollstreckt, weil er den Kaiser um Gnade bitten wollte. Man brachte ihn in Ketten nach Spanien, wo er zwei Jahre später freigesprochen wurde.
Weil man in Tenochtitlán lange Zeit keine Nachricht von Cortés hatte, kam das Gerücht auf, er sei nicht mehr am Leben. Seine Feinde trugen dieses Gerücht als Tatsache an den spanischen Königshof und teilten seinen Besitz. Als Cortés in Honduras feststellte, dass Las Casas seine Aufgabe erfüllt hatte, fuhr er mit dem Schiff über Havanna nach Vera Cruz. In Neuspanien wurde er begeistert empfangen und vor allem in Tlaxcala stürmisch begrüßt. Die absolute Macht hatte er durch seine lange Abwesenheit jedoch verloren.
Am 13. Dezember 1527 ernannte Karl V. eine Audiencia für Neuspanien. Sie sollte die Regierung der Kolonie übernehmen und bestand aus einem Präsidenten und vier Oidores (Richter). Ihr Präsident war Nuño Beltrán de Guzmán. Die Richter waren Juan Ortiz de Matienzo, Diego Delgadillo, Diego Maldonado und Alonso de Parada.

#### Am Hof des Kaisers
Der Bischof von Burgos, Juan Rodríguez de Fonseca, versuchte Cortés’ Erfolge am Hof des Kaisers zu bagatellisieren oder sie Diego Velázquez zuzuschreiben. Einen seiner Günstlinge, Cristóbal de Tapia, stattete er mit angeblich im Auftrag des Kaisers ausgestellten Urkunden und Blanko-Schriftstücken aus. Er wollte de Tapia an die Macht bringen und ihm die Stelle des Statthalters von Neuspanien zuschanzen. Francisco de Montejo und Diego de Ordas übergaben dem Statthalter des Königs von Spanien, Papst Hadrian VI., eine schriftliche Anklage. Laut dieser Anklage nutzte Bischof Fonseca seine Macht als Vorsitzender des Consejo de Indias aus und ließ die Boten, die Cortés nach Spanien an den Hof gesandt hatte, ins Gefängnis werfen. Er unterschlug Goldgeschenke und Berichte an den Kaiser. In Sevilla verhinderte er den dringend benötigten Nachschub von Männern und Waffen aus Spanien. Die Klagen des Bischofs zwangen Cortés, sich zu seiner Rechtfertigung nach Spanien an den Hof des Kaisers zu begeben.

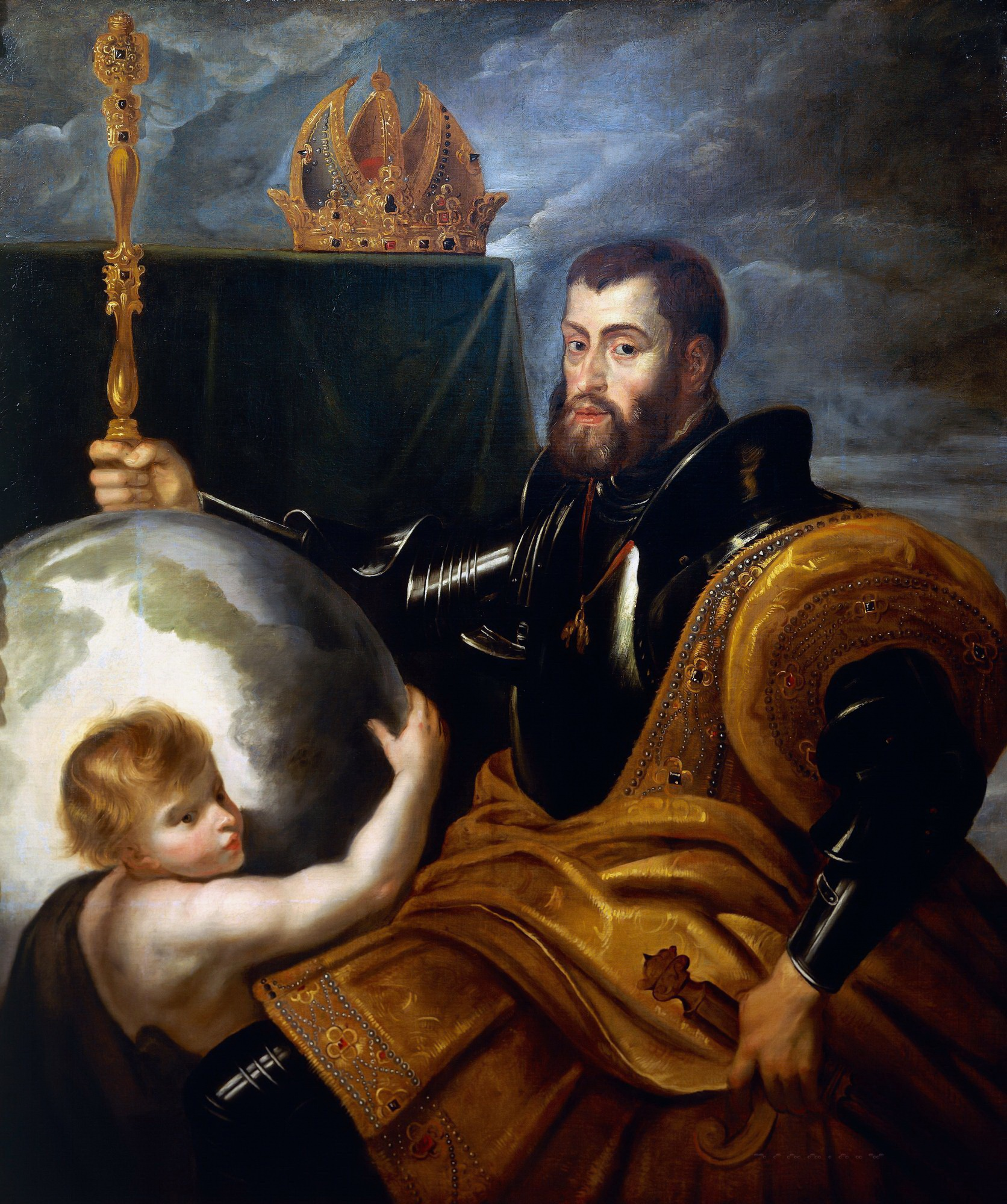
Karl V. als Herrscher über ein Reich, in dem die Sonne nie untergeht. Gemälde von Rubens (ca. 1604).

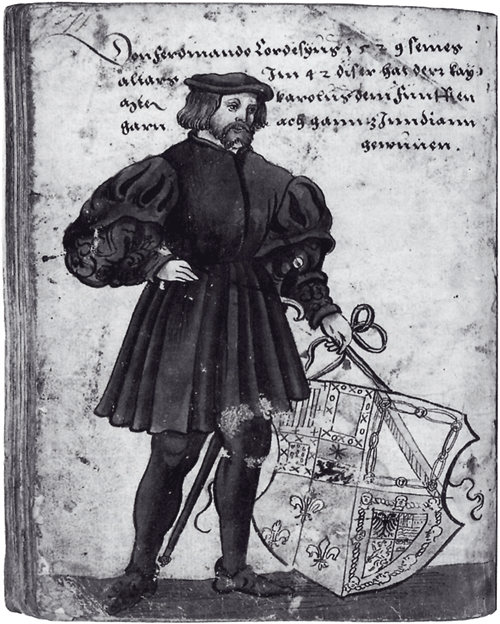
Hernán Cortés, Zeichnung von Christoph Weiditz (1529)

Im Jahre 1528 fuhr er mit einem Schnellsegler nach Europa und bewältigte die Reise von Veracruz nach Palos in nur 41 Tagen. Neuspanien war seit Oktober 1523 eine Provinz Spaniens. Als der Eroberer dieser größten und reichsten Provinz sah sich Cortés in einer Reihe mit den mächtigsten europäischen Fürsten seiner Zeit. Deshalb umgab er sich auf der Reise mit einem großen Gefolge. Es begleiteten ihn Kampfgefährten aus Neuspanien und adelige Indianer aus Tenochtitlán, Tlaxcala und Cempoala. An seiner Seite waren je ein Sohn Moctezumas und Maxixcatzins, einem der Fürsten aus Tlaxcala. Außerdem begleiteten ihn zwölf tlaxcaltekische Ballspieler sowie indianische Musiker, Sänger und Akrobaten. Er hatte Gold, Edelsteine, Kunstgegenstände und exotische Tiere im Gepäck. Unterwegs erkrankte Gonzalo de Sandoval und starb in La Rábida. Als Karl von Cortés’ Ankunft erfuhr, ließ er ihm durch den lokalen Adel alle Ehren erweisen.
Bei dem offiziellen Empfang des Konquistadors bei Hofe appellierte Cortés an die Gerechtigkeit seines Kaisers und berichtete ihm ausführlich von den Eroberungen und den Schlachten, die er in der neuen Welt geschlagen hatte. Er antwortete auf die Anklagen seiner Feinde und bestritt, dass er Gold der Krone zurückgehalten habe, er wies vielmehr nach, dass er mehr als das geforderte Fünftel nach Spanien geschickt hatte. Außerdem hatte er viel Geld aus eigener Tasche für den Wiederaufbau von Tenochtitlán beigesteuert. Karl V. hatte Cortés viel zu verdanken; ohne die reichen Gold- und Silberlieferungen aus Neuspanien wäre es ihm nicht möglich gewesen, in Europa Kriege zu führen.
Cortés hatte sich ihm gegenüber immer loyal verhalten, von den indigenen Völkern in Neuspanien wurde er als absoluter Herrscher und oberster Tlatoani angesehen, auch wenn er sich selbst niemals so bezeichnete. Mit dem Bau eines Palastes auf den zerstörten Grundmauern des Palastes von Moctezuma hatte er seine Ansprüche zu erkennen gegeben.

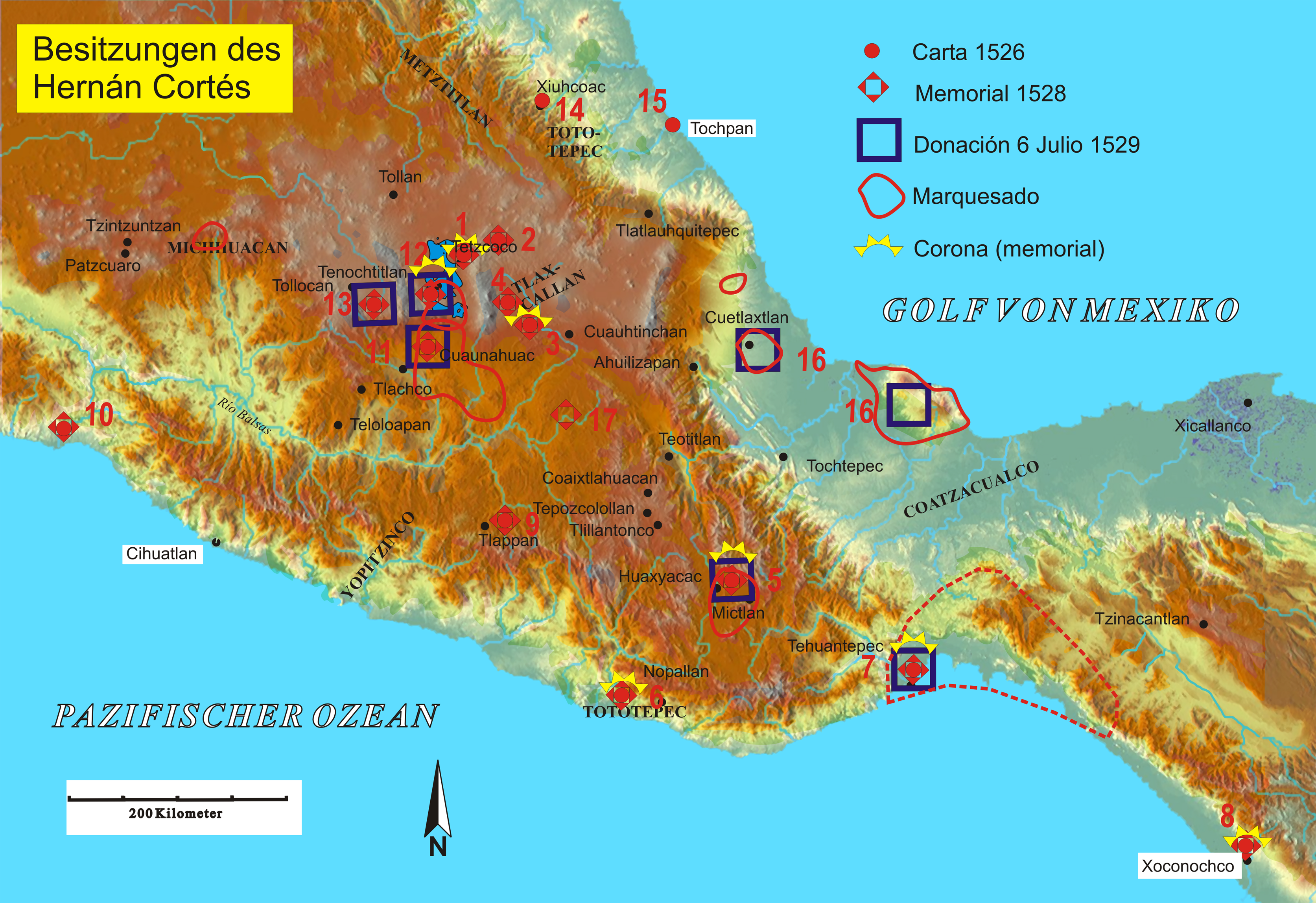
Besitzungen des Hernán Cortés

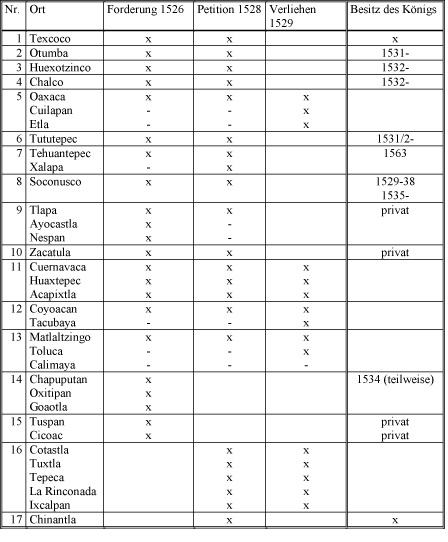
Die geforderten und gewährten Besitzungen von Cortés. Die Ziffern links in der Tabelle beziehen sich auf die Orte in der Karte.

Noch während der Eroberungskämpfe schuf Cortés die Grundlagen für seine späteren Forderungen. Aus zahlreichen Erkundungsexpeditionen und Eroberungszügen hatte er eingehende Kenntnis des Landes erworben und beschlossen, die wirtschaftlich ertragreichsten Orte und die militärischen Schlüsselstellen für sich zu beanspruchen. Im Jahre 1526 hatte er in einem Schreiben an seinen Vater, der als sein Beauftragter bei Hof agierte, eine Liste seiner territorialen Forderungen an den König mitgeteilt, die er in einer Petition 1528 mit minimalen Änderungen nochmals vortrug. Die Liste enthält nur die Hauptorte, vermutlich dachte Cortés an die dazugehörigen Tributprovinzen. Hätte Karl V. diesen Forderungen stattgegeben, wären Cortés wesentliche Teile des aztekischen Reiches als persönlicher Besitz zugefallen.
Karl V. ernannte Cortés für seine Verdienste zum Ritter vom Heiligen Jacob und zum Generalkapitän von Neuspanien und der Südsee (Pazifischer Ozean). Zudem wurden ihm am 6. Juli 1529 der Titel und die Besitzungen des Marqués del Valle de Oaxaca (Marquis des Tales von Oaxaca) gegeben. Mit dieser Verleihung war jedoch nur der Besitz eines Teils der von ihm geforderten Orte und Landgebiete verbunden, andere wichtige und attraktive Orte hatte sich Karl V. selbst vorbehalten, darunter alle Häfen. Die tatsächlich verliehenen Orte, das stellte sich bei der nachfolgenden Definition heraus, umfassten nur deren unmittelbaren Einzugsbereich und nicht die entsprechenden Provinzen.
Mit der Standeserhebung gehörte Cortés zum Hochadel von Spanien. Der Titel wurde von seinen Nachkommen bis 1811 geführt. Das Tal von Oaxaca war eines der reichsten Gebiete Neuspaniens. Trotz aller Ehrungen wurde er jedoch nicht wieder als Gouverneur oder als Vizekönig in Neuspanien eingesetzt, blieb also ohne politische Macht. Es ist anzunehmen, dass Cortés dem Kaiser zu reich und mächtig geworden war. Außerdem hatte sich am Hof die Erkenntnis durchgesetzt, dass die Konquistadoren nicht geeignet waren, die Regierung der neuen Länder auszuüben, wie der Fall des Kolumbus gezeigt hatte. Die Führung des neuen Landes behielt deshalb der König sich selbst vor und vertraute sie Männern an, die keine so gewaltige Hausmacht besaßen.
Wenige Tage nach der Audienz erkrankte Cortés in Toledo so schwer, dass man annahm, er würde sterben. Auf Bitten des Herzog von Béjar besuchte Karl V. den anscheinend todkranken Cortés in Begleitung des Hochadels. Dieser Besuch wurde als großer Gunstbeweis aufgefasst.

#### Rückkehr nach Neuspanien, Entdeckung Kaliforniens
Im Jahre 1530 schiffte sich Cortés wieder nach Neuspanien ein, hatte allerdings nur noch militärische Befehlsgewalt. Bei seiner Rückkehr fand er das Land in Anarchie. Nach der Wiederherstellung der Ordnung konzentrierte er sich auf die Erforschung der Westküste von Neuspanien.
Die Leitung der Zivilangelegenheiten wurde einer Behörde, der Audiencia de Nueva España, übertragen. Antonio de Mendoza wurde zum ersten Vizekönig von Neuspanien ernannt. Im November 1535 traf Mendoza in Tenochtitlán ein, der Stadt, die nun Ciudad de México (Mexiko-Stadt) hieß, und übernahm die Zivilverwaltung. Cortés behielt die militärische Macht und hatte die Erlaubnis, seine Eroberungen fortzusetzen. Diese Teilung der Macht führte zu dauernden Streitigkeiten mit dem Vizekönig. Mendoza setzte den Konquistadoren, die sich als die neue Aristokratie betrachteten und Besitztümer und Privilegien aller Art zusammenrafften, Grenzen. Er bemühte sich, die Indígenas vor Ausbeutung zu schützen. Zielstrebig und mit Bedacht beschnitt Mendoza – Schritt für Schritt – Cortés’ Spielräume.

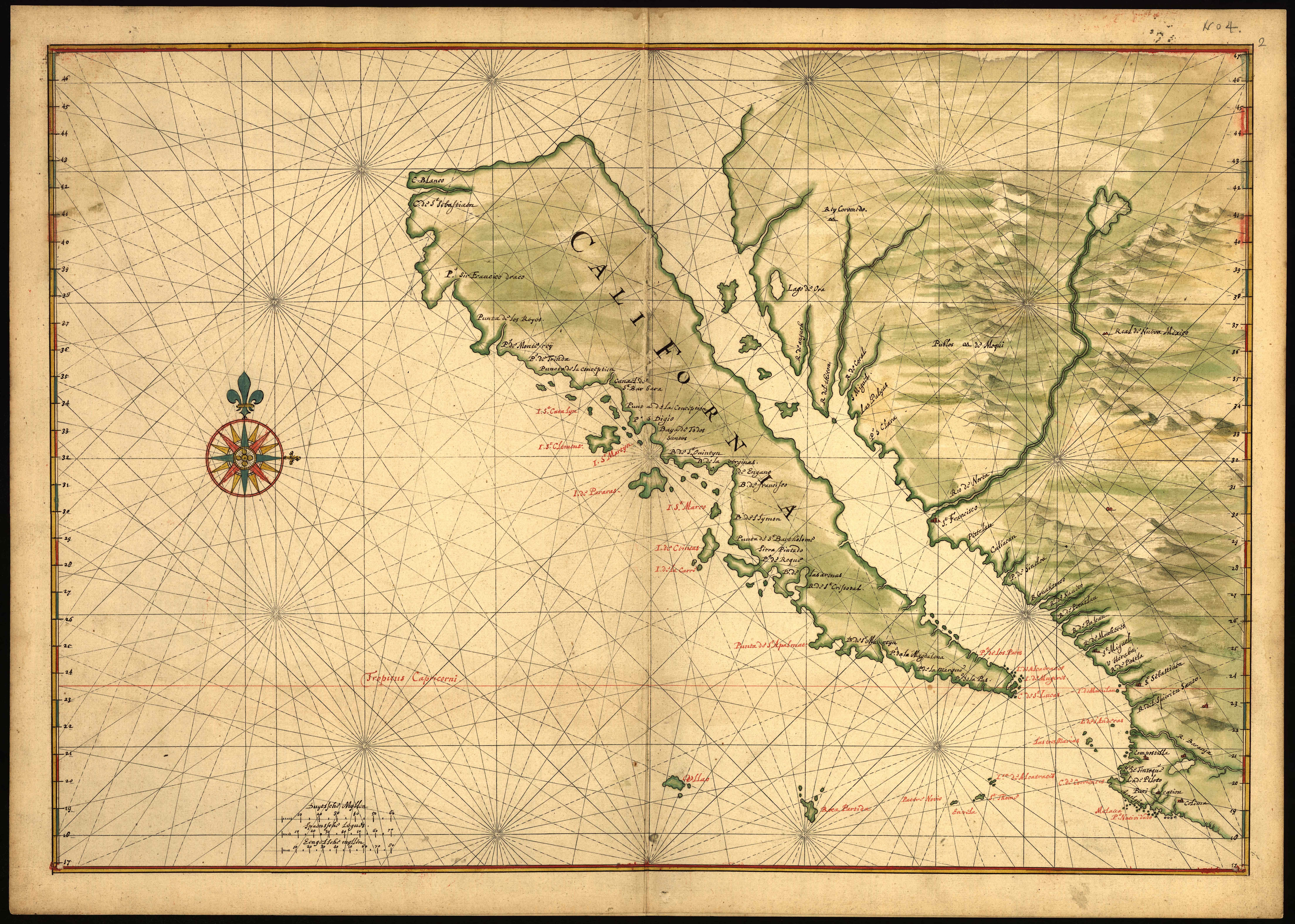
Halbinsel Baja California, noch als Insel dargestellt

Cortés ließ an der Westküste Neuspaniens auf eigene Kosten Schiffe bauen. Im Jahr 1536 entdeckte er auf einer Expedition die Halbinsel Baja California. 1537 sandte er drei Schiffe nach Westen über den Pazifik. Sie standen unter dem Kommando von Álvaro de Saavedra, der den Auftrag hatte, die Gewürzinseln (Molukken) zu finden. Doch die Expedition scheiterte bei der Rückfahrt im Pazifik.
Im Jahr 1539 rüstete er auf eigene Rechnung eine weitere Expedition aus und sandte Francisco de Ulloa mit drei Schiffen von Acapulco aus in nördliche Richtung entlang der Westküste Neuspaniens. Sein Auftrag lautete, die Küste zu erforschen und einen Seeweg im Norden des amerikanischen Kontinents nach Europa zu finden. Wahrscheinlich um seinem Auftraggeber zu gefallen, nannte Francisco de Ulloa den Golf von Kalifornien Mar de Cortés (Cortés-See). Obwohl er das Ende des Golfes erreicht und anschließend die Halbinsel Baja California umfahren hatte, wurde Baja California nach seiner Rückkehr auf Karten als Insel dargestellt.

### Letzte Jahre und Tod
Cortés sah schließlich ein, dass er Mendoza nicht gewachsen war. Im Jahre 1541 kehrte Cortés nach Spanien zurück, wurde dort jedoch mit Kälte aufgenommen. Seine Ansprüche fanden vor Gericht kein Gehör. Der Kaiser erlaubte ihm, sich der Flotte von Andrea Doria auf dem Feldzug an die Berberküste nach Algier anzuschließen und gegen die Osmanen zu kämpfen. Trotz der Bedenken erfahrener Seeleute befahl Karl V. den Angriff auf Algier. Vor der algerischen Küste geriet die Flotte in ein Unwetter. Zwei Tage lang konnten die Truppen nicht ausgeschifft werden. Als am 23. Oktober die Männer endlich an Land gingen, mussten sie mit ihrem schweren Gepäck durch tiefes Wasser waten. Nachdem nur ein Bruchteil der Truppe, der Pferde und des Proviants entladen war, setzte wiederum schlechtes Wetter ein und verhinderte das Ausladen der anderen Schiffe. In der Nacht vom 24. auf den 25. Oktober wurde der Sturm zum Orkan. Mit über 150 anderen Schiffen sank auch die Esperanza, das Schiff von Cortés. Nur mit knapper Not konnte er sich mit seinen Söhnen retten. Trotz seiner Erfahrungen bei der Eroberung des Aztekenreiches lud Karl V. ihn nicht zum Kriegsrat ein. Cortés fasste dies als eine bewusste Kränkung seiner Person auf.
Der Chronist Francisco López de Gómara nahm im Gefolge von Cortés am Kriegszug teil und schrieb:

„Cortés erbot sich daraufhin, Algier mit den spanischen Soldaten und den deutschen und italienischen Kräften im Sturm zu nehmen, die bereits gelandet waren, falls dem Kaiser damit gedient sei. Die Kriegsleute liebten solche Reden und lobten ihn sehr, aber die Seeleute und andere hörten ihn nicht an. Und so ging er in der Annahme, dass Seine Majestät davon keine Kenntnis hatte.“

Cortés hatte viel Geld eingesetzt, um seine Entdeckungsreisen zu finanzieren. Im Februar 1544 machte er Erstattungsansprüche beim königlichen Finanzministerium geltend, wurde aber in den nächsten drei Jahren nur vertröstet und von einem Gericht an das nächste verwiesen. Angewidert entschied er sich 1547, nach Neuspanien zurückzukehren. Doch als er Sevilla erreichte, wurde er krank und starb am 2. Dezember 1547 auf seinem Landgut in Castilleja de la Cuesta im Alter von 62 Jahren. Seine Gebeine wurden in Mexiko beigesetzt, verschwanden aber 1823.

## Rezeption

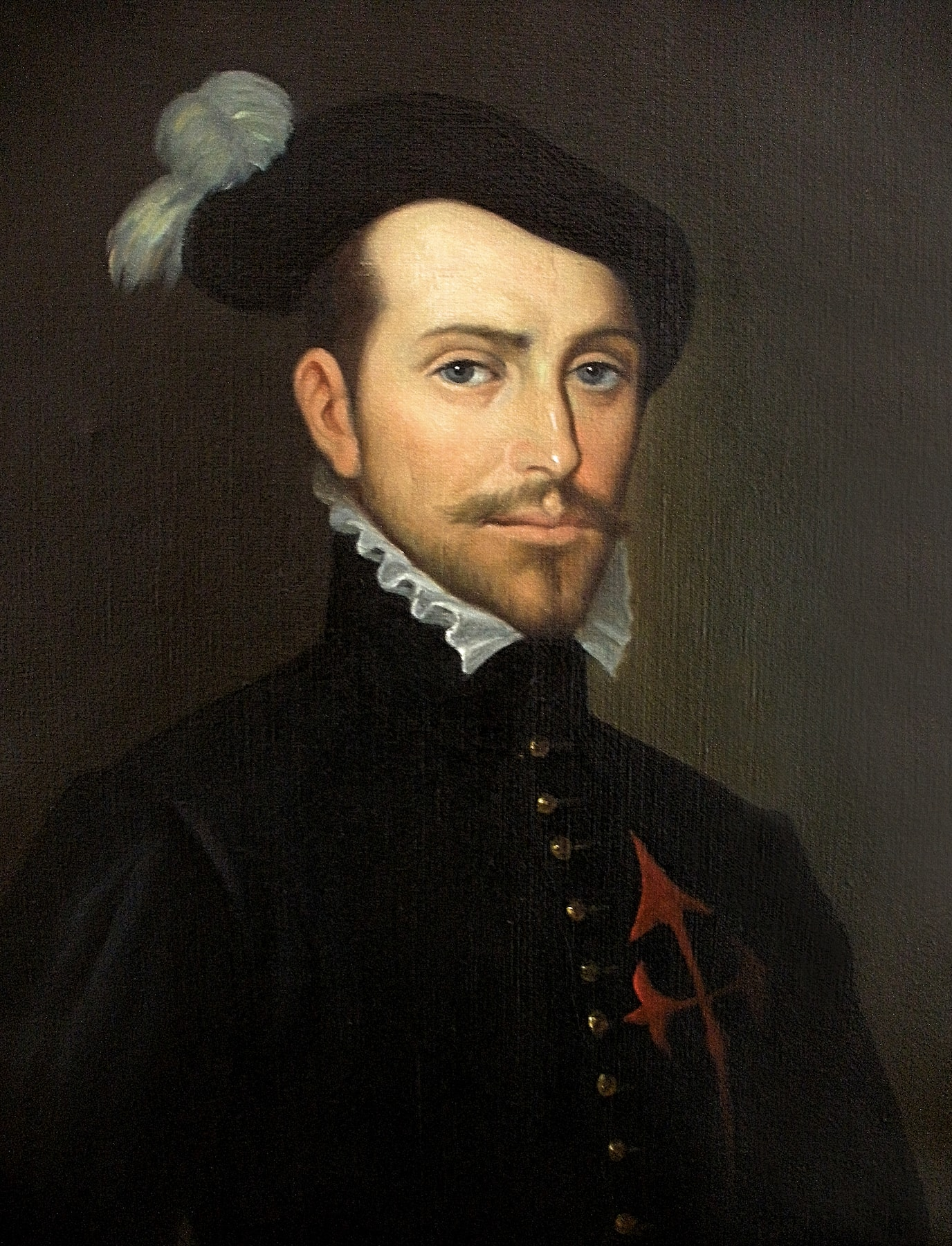
Zeitgenössische Darstellung

## Kinder und Nachkommen
Hernán Cortés war zweimal verheiratet und hatte insgesamt elf dokumentierte Kinder aus insgesamt sechs Beziehungen.
Seine erste Ehefrau, Doña Catalina Juárez Marcaida, verstarb kinderlos am 1. November 1522. Bis zu seiner zweiten Ehe im Jahr 1528 hatte Cortés fünf Kinder aus verschiedenen Beziehungen:
- Catalina Pizarro, (* 1514 oder 1515 in Kuba). Ihre Mutter war Leonor Pizarro, möglicherweise eine Verwandte von Cortés. Sie und ihre Halbbrüder Martín und Luis wurden im Jahre 1529 von Clemens VII. durch eine päpstliche Bulle legitimiert.
- Martín Cortés mit Beiname El Mestizo (* 1522 oder 1523 in Coyoacán) aus der Beziehung mit Malinche. Er wurde im Jahre 1529 durch eine päpstliche Bulle legitimiert.
- Luis Cortés (* 1525) aus einer Beziehung mit einer Spanierin, Antonia (oder Elvira) Hermosillo. Er wurde im Jahre 1529 durch eine päpstliche Bulle legitimiert. Er heiratete Doña Guiomar Vázquez de Escobar, Nichte des Konquistadors Bernardino Vázquez de Tapia.
- Leonor Cortés y Moctezuma (* 1527 in Tenochtitlán). Tochter von Tecuichpoch, die durch die Spanier auf Doña Isabel de Moctezuma getauft und eine Tochter von Moctezuma II war. Leonor wurde von ihrer Mutter nach der Geburt verstoßen, wurde aber später von ihrem Vater anerkannt. Sie heiratete Juan de Tolosa, Konquistador von Zacatecas.
- María Cortés, Tochter einer unbekannten mexikanischen Prinzessin. Bernal Díaz del Castillo merkte an, dass diese eine nicht genauer beschriebene Behinderung hatte.

Im April 1528 heiratete Cortés seine zweite Ehefrau aus dem spanischen Hochadel, Doña Juana Ramírez de Arellano de Zúñiga, Tochter des Conde de Aguilar und Nichte des Duque de Béjar. Doña Juana lebte in dem 1529 fertiggestellten Palast in Cuernavaca. Aus dieser Ehe gingen sechs Kinder hervor:
- Luis Cortés y Ramírez de Arellano (* 1530 in Tezcoco), kurz nach Geburt verstorben
- Catalina Cortés de Zúñiga (* 1531 in Cuernavaca), ebenfalls kurz nach Geburt verstorben
- Martín Cortés y Ramírez de Arellano, auch El Legítimo (* 1532 in Cuernavaca), erbte den Titel Marqués del Valle de Oaxaca
- María Cortés de Zúñiga (* zwischen 1533 und 1536 in Cuernavaca); heiratete später Luis de Quiñones, 5. Conde de Luna
- Catalina Cortés de Zúñiga (* zwischen 1533 und 1536 in Cuernavaca); unverheiratet gestorben
- Juana Cortés de Zúñiga (* zwischen 1533 und 1536 in Cuernavaca); heiratete 1564 Don Fernando Enríquez de Ribera, 2. Duque de Alcalá

Die Titel von Cortés gingen im 17. Jahrhundert durch Heirat mit der letzten Titelträgerin an den neapolitanischen Herzog von Monteleone über.